# Scoglio Palumbo (Trapani)
Lo scoglio Palumbo è un'isola dell'Italia, in Sicilia.
Amministrativamente appartiene a Trapani, comune italiano capoluogo di provincia.
Si trova di fronte all'isola della Colombaia, di fronte al porto di Trapani. Ospita un faro a ottica fissa.